# Victor Ardisson
Pour les articles homonymes, voir Ardisson.
Victor Antoine Ardisson, surnommé le « Vampire du Muy », né le 5 septembre 1872 au Muy (Var), et mort le 9 mars 1944 à Montfavet (Vaucluse), est un malade mental souffrant d'anosmie et d'agueusie, arrêté pour nécrophilie en 1901.

## Biographie
Né le 5 septembre 1872 au Muy, dans le Var, d'un père inconnu et d'une mère violente, Élisabeth-Apollonie Pore, qui le bat, Victor prend le nom de son beau-père, Honoré Ardisson, lequel « vivait d’expédients et de rapines ». Victor Ardisson commet une centaine d'actes de nécrophilie. Entrepreneur de pompes funèbres et fossoyeur, le « Vampire du Muy » viole de nombreux cadavres, surtout des femmes jeunes, qu'il mutile et décapite dans certains cas. Durant un certain temps, il conserve notamment sur sa table de chevet la tête momifiée d'une adolescente de 13 ans, qu'il embrasse régulièrement, la considérant comme « sa fiancée ».
Arrêté en 1901, il est examiné par deux médecins légistes dont le Dr Belletrud, puis par le jeune Alexis Épaulard, un élève du Dr Alexandre Lacassagne, qui en fait la principale observation de sa thèse de médecine légale. Victor Ardisson est alors considéré comme un « dégénéré impulsif, nécrosadique, et nécrophile ». Le docteur austro-hongrois Richard von Krafft-Ebing, qui a étudié son cas, parle d'un « débile vide de tout sens moral ».
Il sera condamné et interné à perpétuité à l'asile de Pierrefeu-du-Var.
Victor Ardisson est décédé à l'asile d'aliénés de Montdevergues (à Montfavet, commune d'Avignon) le 9 mars 1944. Il a été inhumé au cimetière de Montfavet le 11 mars 1944 (mais sa tombe, reprise avec d'autres par l'administration, n'existe plus aujourd'hui et ses restes sont à l'ossuaire).
Avec le sergent François Bertrand, il est l'un des rares nécrophiles passés à la postérité, et connus dans le monde entier.

## Culture populaire
Les actes d'Ardisson firent en 1901 l'objet d'une complainte, Le vampire de Muy ou le violeur de cadavres, chantée sur l'air de la Paimpolaise.